# 生命 (紀錄片)
《生命》（英語：Gift of Life），由臺灣導演吳乙峰所執導的紀錄片。內容為導演在台灣1999年9月21日地震之後，導演與全景工作團隊進入南投縣國姓鄉南港村災區內，對於4個在921震災中失去摯親家庭的記錄。本片於2003年分別於日本山形國際紀錄片雙年展及法國南特三洲影展獲得獎項及入圍，亦為台灣少數上映票房破千萬的台灣紀錄片。

## 影片背景
本片為2004年921震災五週年前，財團法人全景傳播基金會 以「全景映象季」 放映活動為名在全台灣戲院發表地震系列作品中的主要作品，該次共計有7部作品，除《生命》之外，另外有《梅子的滋味》（導演：郭笑芸）、《部落之音》（導演：李中旺）、《天下第一家》（導演：吳乙峰）、《三叉坑》（導演：陳亮丰）、《在中寮相遇》（導演：黃淑梅）、《再見長寮尾》（導演：李雅芬）（後三部僅於重建區放映）等6部紀錄片。

### 發行簡介
導演的話 ： 
現實像一把殘酷的鏡子，經常荒謬地逼的你無處可逃，當你正要擊潰它時，它卻一溜煙的不見了。
幸好在真實中偶然也會碰到一絲溫暖，那個溫暖，讓你喘口氣，繼續走下去....紀錄，是回憶、是記憶、是夢、是虛構，也是真實，一如我們的人生。

## 獲獎紀錄
- 2004年，第28屆香港國際電影節人道獎紀錄片競賽單元

- 2003年，日本山形國際紀錄片雙年展國際競賽單元優秀賞[4]

- 2003年，法國南特三洲影展最佳紀錄片入圍、觀眾票選獎[5]

## 反應與相關評論

### 上映反應
《生命》在「全景映象季」活動放映前，採取不同以往的紀錄片行銷策略，包括所辦理的試映會類型，如對於中華電信董事長和台灣索尼通訊網路執行長安排私人特映會，獲得企業贊助上映的場租（中華電信贊助）與提供放映器材（Sony）  。另外與智邦生活館合作辦理「吳乙峰『生命』網路寫手首映會」、「918 擠爆總統戲院行動」 等活動，於正式上映前，即在網路上引起重視，正式上映後，持續有名人推薦。《生命》上映期間並有政治人物作為促銷者的效果，包括當時總統陳水扁、台北市長馬英九等人都前往觀賞該片，並公開極力推薦 在台灣電影不景氣的年代，成為當年度票房冠軍。

### 紀錄片宣傳流通模式
《生命》與同年度稍早上映的《跳舞時代》，得以一反以往多在社區免費放映的紀錄片，進入院線放映、並創造成功票房的共同點在於運用所謂「政治人做為促銷者」的策略，而《生命》的媒體總監張靚蓓在接受放映週報訪談時，指出《生命》媒體行銷成功的關鍵在於報紙、電視、部落格三種媒體宣傳的運用。政大廣播電視學系郭力昕教授的評論則指出，《生命》的行銷策略鼓勵了之後其他的紀錄片工作者仿效一樣的模式 。

### 紀錄片倫理
政大廣播電視學系郭力昕教授多篇關於《生命》一片的評論，主要是對於導演吳乙峰在該片題材選擇與道德議題的紀錄片倫理面向，進行討論，其次，也評論台灣社會當時《生命》觀影熱潮的文化現象，指出全民的觀影行動演變成「消費性的感動，無論那淚水在當下是多麼認真，常弔詭的只會帶來對結構性問題更大的漠然與冷酷。」 ，強調《生命》未能去探究災害背後可能涉及的人為結構性因素議題 。

## 票房
當時台灣電影處於低迷的時刻，此片最終全台票房取得新台幣3000萬元。

## 外部連結
- 台灣電影網上《生命》的資料（繁體中文）
- 影迷私房貨：深度閱讀台灣紀錄片：《生命的影像：台灣紀錄片的七堂課》 （页面存档备份，存于）
- 創作回到人民生活的現場　全景傳播基金會獲頒TIDF傑出貢獻獎 （页面存档备份，存于）
- 生命 (紀錄片)